# Ana Baron
Ana Carmen Baron Supervielle (Buenos Aires, 19 de enero de 1950-Nueva York, 21 de agosto de 2015) fue una escritora y periodista argentina, corresponsal de Clarín en sus últimos quince años.

## Trayectoria
Las violentas turbulencias políticas de la Argentina de los años 1970, hicieron que se radicara en París, donde egresó de la Escuela de Altos Estudios en Ciencias Sociales y de la Fondation National Sciences Politiques. En esos años, armó la corresponsalía de la Editorial Atlántida junto a sus colegas Danielle Raymond y Silvina Lanús.
Desde 1985, residía en Estados Unidos. Recordaron sus colegas una anécdota de 1986:
Cuando detuvieron a José López Rega en Miami, un grupo de argentinos fue a la cárcel para intentar entrevistarlo. Aquel monstruo no quiso dar entrevistas y los periodistas fueron invitados a dejar la zona, acompañados por un jeep artillado. A pocos kilómetros, los de la televisión encendieron sus cámaras para que otros colegas dieran testimonio. Ana, con su voz que a veces conocía la estridencia, proclamó: “Ah, no. Cuando los periodistas entrevistan a periodistas, es hora de irse a casa”. Subió a su auto y no la vieron más.
En los años ’90 se sumó a la ya creada Asociación Periodistas, de Argentina, que integró hasta noviembre de 2004, cuando fue parte del colectivo que renunció antes de la inminente disolución del grupo.
Entre 1998 y 2013 fue la corresponsal en Washington D. C. del diario Clarín de Buenos Aires, del que fue columnista los últimos años desde Nueva York.
En 1999 formó parte de la comitiva premiada por el rey Juan Carlos por una investigación en el suplemento Zona de Clarín sobre los informes secretos de la Embajada de los Estados Unidos.
Cubrió las campañas presidenciales de Bill Clinton; George Bush y el ascenso de Barack Obama. 
"Tenía acceso amplio a las fuentes del Departamento de Estado y sus artículos pusieron en claro que lo que a veces se tomaba en Buenos Aires como un apoyo de Washington, no lo era".
Fue enviada a cumbres internacionales: las de los presidentes de la región, las del Grupo de los 20, las asambleas del FMI, entre otras. Sus notas sobre la reacción de Bush en la cumbre de Mar del Plata de 2005, anticipó la caída del Área de Libre Comercio de las Américas (ALCA), primicia reproducida por diarios del mundo.

### Radio
Formaba parte del programa Corresponsales en línea, de la Radio de la Ciudad de Bs. As. (1110 AM) que va los domingos de 10 a 12, junto a Silvia Naishtat (Buenos Aires), Sofía Neiman (Buenos Aires), Paula Lugones (Washington), Silvia Pisani (Washington), Danielle Raymond (París) y María Laura Avignolo (París - Londres).

## Libros
| Título | Editorial      | Ciudad  | Año  | ISBN                    |
| --- | -------------- | ------- | ---- | ----------------------- |
| Les Enjeux de la guerre des Malouines (Las estacas de la guerra de Malvinas)                                       |                |         | 1988 | (680 páginas)           |
| Bill Clinton. Keys to Understand His Government (Claves para entender su gobierno)                                 |                |         |      |                         |
| Why They Are Gone? A Study on the Argentinean Exile. (Por qué se fueron: Testimonios de argentinos en el exterior) | Emecé Editores | Bs. As. | 1995 | ISBN 9789500414906 (13) |

Nota sobre Las estacas de Malvinas:
"El objeto de la investigación es la identificación de los problemas del conflicto de Malvinas en 1982. Sostengo que la guerra fue el resultado de tres cadenas de causalidad: las maniobras militares, maniobras políticas y maniobras tecnológicas como parte de una priorización estratégica internacional, en cuanto a la globalidad tecnológica".